# Lac Chippewa
Le lac Chippewa, en anglais Lake Chippewa, est un lac artificiel des États-Unis situé dans le Wisconsin.
À la surface du lac flottent des radeaux végétaux, certains suffisamment grands et épais pour supporter des arbres,. Au grès de leur dérive, ils peuvent se retrouver près des rives du lac et gêner alors les activités et les infrastructures humaines comme c'est le cas pour le plus grand radeau, le Forty Acre Bog,. Les habitants se mobilisent alors régulièrement pour déplacer les radeaux en les poussant avec leurs bateaux dans des secteurs du lac où ils ne gêneront pas,.